# Viande transformée

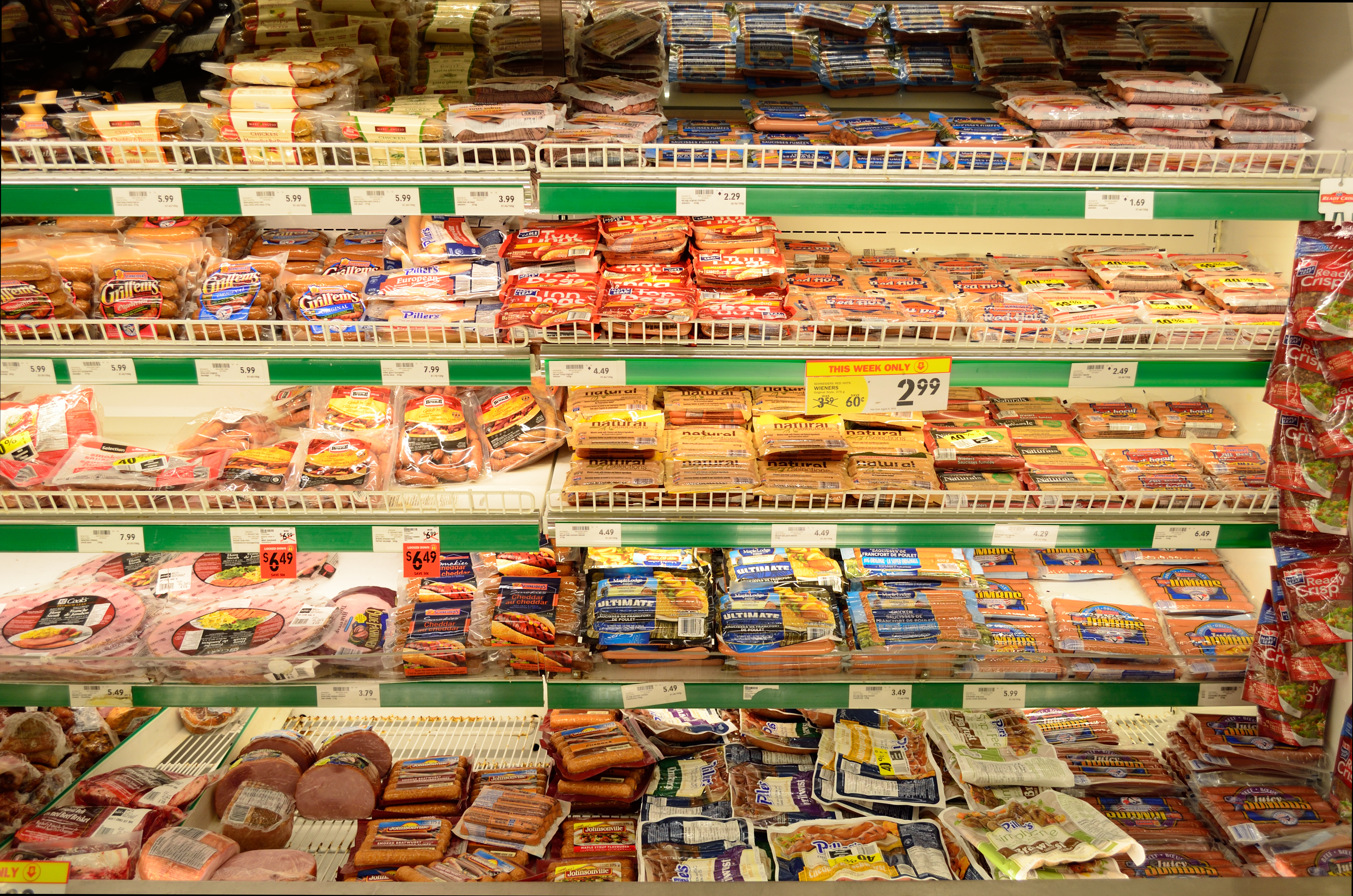
Viande transformée dans les rayons d'un hypermarché

Une viande transformée est une viande ou un mélange de viandes ou un produit essentiellement constitué de viande ayant subi un ou plusieurs processus ayant modifié son état initial (par exemple en vue de sa conservation hors de la chaîne du froid, mais pas uniquement). Le terme est la traduction française de l'expression américaine processed meats. En Europe, la catégorie « viande transformée » correspond pour l'essentiel aux produits de charcuterie, si bien que les termes « charcuterie » et « viande transformée » sont généralement utilisés pour désigner les mêmes produits,,.
La viande transformée est classée comme cancérogène pour l'homme par l'Organisation mondiale de la santé (OMS) et l'Agence internationale de recherche sur le cancer (CIRC). La cancérogénicité des viandes transformées est principalement due aux substances chimiques qui se forment durant leur transformation.

## Aspects sanitaires
Lorsqu'elles sont fabriquées sans que les règles d'hygiène soient respectées, les viandes transformées présentent des risques microbiens de type listériose, staphylocoque , plus rarement botulisme. En outre, les viandes transformées sont depuis plusieurs décennies considérées comme sources de risque sanitaire individuel et en matière de santé publique en raison de leurs effets cardiovasculaires et en matière de risque de développer certains cancers (du tube digestif),, en particulier le cancer du côlon et le cancer du rectum (réunis sous le nom "cancer colorectal"). En 2009, l'institut national du cancer indiquait l'estimation suivante: le risque de cancer colorectal est augmenté de 21 % par portion de 50 g de charcuteries consommée par jour.
Les viandes transformées sont impliquées dans plusieurs autres pathologies (diabète, maladies cardiovasculaires,, cancers non-digestifs, en particulier cancer du pancréas et de l'œsophage), cependant les données épidémiologiques  disponibles sont moins convaincantes que pour le cancer colorectal et, dans une moindre mesure, le cancer de l'estomac. Dans le cas du cancer du poumon, deux types de cancers voient leur risque augmenter : l'adénocarcinome et le carcinome spinocellulaire, mais pas le carcinome à petites cellules. Par contre une méta-analyse d'Alexander et al. (2010) ne conclut pas à l’existence d'une corrélation linéaire entre consommation de viande rouge (ou transformée) et le risque de développer un cancer de la prostate. De même selon une autre méta-analyse (de 2010), s'il existe un lien avec le cancer du sein (autre cancer hormonal), il n'est pas clair et devrait encore être précisé, mieux expliqué ou mieux démontré.
Selon une méta-analyse dose-réponse de 24 études de cohorte prospectives, chaque apport supplémentaire de 50 g par jour de viande transformée augmentaient de 12 % le risque de troubles cognitifs neurodégénératifs.

### Différence viande transformée/non transformée du point de vue sanitaire
Il est observé que de manière générale, « les mangeurs de viande ont un indice de masse corporelle et un gain de poids plus élevé que les végétariens ». La viande rouge est associée au risque de cancer de l'estomac,, de cancer du pancréas (dans ce cas précis chez l'homme, mais pas chez la femme) et de cancer colorectal, même non transformée, mais certains modes de transformation aggravent ce risque,,,,.
En matière de viande rouge non transformée, le risque accru de cancer est au moins en partie lié à la production de benzo(a)pyrène (BaP) et/ou d'amines hétérocycliques (HCA) lors de la cuisson des viandes. Ces amines sont des produits de pyrolyse qui se forment durant certains processus de cuisson (de la viande rouge, de viande transformée ou de poisson). Ce sont de puissants agents mutagènes et/ou cancérogènes, fréquemment trouvés à doses significatives dans les viandes transformées cuites,. Mais en matière de viande transformée, le risque accru de cancer est lié à plusieurs mécanismes qui révèlent le rôle central du couple fer héminique/peroxydation lipidique endogène.

### Cancer
Le 26 octobre 2015, le Centre international de recherche sur le cancer a classé l'ensemble des viandes transformées, dans la catégorie des produits cancérigènes certains (groupe 1). Si la dangerosité de la viande transformée reste en deçà de celle d'autres cancérigènes, comme notamment le tabagisme ou la pollution de l'air, le Fonds mondial de recherche contre le cancer recommande malgré tout de ne pas en consommer. Selon le Global Burden of Disease, l'excès de mortalité par cancer est ainsi estimé à 1 million de morts pour le tabac, 600 000 pour la consommation d'alcool, 200 000 pour la pollution de l'air et 34 000 pour un régime riche en viande transformée. En 2017, l'Agence nationale de sécurité sanitaire de l'alimentation, de l'environnement et du travail actualise ses repères nutritionnels et recommande de ne pas consommer plus de 25 grammes de charcuterie par jour.
L'Institut national du cancer donne la définition suivante du terme « charcuterie », au sens scientifique : « Le terme "charcuteries" désigne ici la catégorie des viandes transformées qui prend en compte toutes les viandes conservées par fumaison, séchage, salage, ou addition de conservateurs (y compris les viandes hachées si elles sont conservées chimiquement, corned beef...) ».
Le CIRC (IARC) en 2015, qui a classé cancérigène la viande transformée, l'a définie comme « viande qui a été transformée par le salage, le durcissement, la fermentation, le fumage, ou d'autres processus pour rehausser sa saveur ou en améliorer la conservation. Les viandes les plus transformées contiennent du porc ou du bœuf, mais les viandes transformées peuvent aussi contenir d'autres viandes rouges, de la viande de volaille, des abats, de la viande ou des sous-produits tels que le sang ».
Le fumage et le salage associé ou non au séchage sont trois techniques de transformation de viande pratiquées depuis la préhistoire (de même pour le poisson). Ces pratiques modifient l'aspect et le goût des viandes.
Le nombre de sortes de viandes transformées mises sur le marché ou transformées dans le foyer domestique varie selon les cultures et les époques. Dans certains pays, il peut y avoir des centaines de produits différents à base de viande, chacun avec un nom, un goût et des caractéristiques propre, mais beaucoup de ces produits peuvent être regroupés dans quelques catégories correspondant à un ou plusieurs types de technique de transformation.
Les hot-dogs (saucisses de Francfort), le jambon, les saucisses, le corned-beef, le biltong ou la viande de bœuf séchée ou encore les conserves de viande (pâtés...) et diverses préparations à base de viande sont des exemples de « viande transformée ». Dans son rapport d'expertise, le Conseil Supérieur de Santé belge souligne que l'appellation « viande transformée » est réservée aux charcuteries réalisées à partir de viande rouge : « la charcuterie à base de viande rouge est définie dans ce rapport comme étant la viande rouge qui a subi un saumurage (le plus souvent par ajout de  nitrite et/ou de nitrate) suivi d’un ou plusieurs traitements additionnels pour la conservation. Ceci concerne la plupart des charcuteries à l’exception des produits préparés exclusivement avec du poulet ou d’autres volailles. ».

#### Nitrites et nitrates
Le mécanisme le plus connu est lié à l'apparition de composés N-nitrosés (ou NOCs). Les NOCs sont issus des réactions de nitrosations (ajout d’ions nitrosonium NO+ sur une amine ou une amide formant, respectivement, des nitrosamines ou des nitrosamides) et des réactions de nitrosylation (ajout d’un ion nitrosyl NO- sur des métaux ou des groupements thiols, menant à la formation de S-nitrosothiols, ou de fer nitrosylé), toutes deux favorisées par les nitrites d’origine alimentaire, les plus communément utilisés en transformation de viande étant le nitrite de sodium et le nitrate de potassium, lui-même donnant lieu à l'apparition de nitrite: "les nitrates et les nitrites contribuent à l'effet promoteur des charcuteries, via la formation des NOCs". Le fer héminique est formé d’un noyau porphyrine contenant un atome de fer (Fe2+). C’est un élément constitutif de l’hémoglobine et de la myoglobine. La capacité de l’atome de fer à changer d’état d’oxydation en fait un catalyseur biologique polyvalent qui peut être impliqué dans les réactions d’oxydation dont celle des lipides. L’hème intervient d’une part en amplifiant la peroxidation des lipides qui conduit à la formation d’alcénals cytotoxiques et promoteurs et d’autre part en catalysant les réactions de nitrosation qui donnent des composés N-nitrosés (NOCs) cancérigènes, cette deuxième voie semblant majeure dans le cas des viandes nitritées.
Le sel commun (NaCl sans nitrite) n'est en lui-même ni promoteur de la cancérogenèse chez les rongeurs, ni associé au risque de cancer colorectal.

### Cuisson
Des hydrocarbures aromatiques polycycliques (HAP) et des amines hétérocycliques se forment lors du fumage ou de la cuisson à haute température (grillage, friture, barbecue), et sont cancérogènes.

## Enjeux de santé publique
Les enjeux de santé sont à nuancer selon les contexte sociaux et géographiques : certaines transformation des viandes permettent de les conserver et/ou transporter plus facilement, dont dans des pays ou contextes où la chaîne du froid peut difficilement exister ou être fiable, permettant à des individus (marins au long cours par exemple) et populations isolées de bénéficier d'une plus grande quantité de protéines animales tout ou partie de l'année, mais en altérant certaines propriétés des viandes et en augmentant certains risques pour la santé (la consommation de viandes transformées a notamment été associée à un risque accru de diabète de type 2,, et une corrélée linéaire a été établie avec le risque d'hypertension artérielle.
Pour le cancérologue Denis Corpet, "Aujourd'hui [2012] en France, l'essentiel des ressources humaines et financières consacrées à la lutte contre le cancer sont affectées aux traitements curatifs des cancers déclarés. Leur efficacité ne progressant guère, il semble donc nécessaire de promouvoir les possibilités de prévention des cancers. Avec la lutte contre la tabagie et la détection précoce des tumeurs, l'alimentation est le principal moyen de prévention." L'OMS a d'abord recommandé de limiter la consommation de viande rouge et/ou de certaines viandes transformées, puis le CIRC de l'OMS  a classé en 2015 les viandes transformées dans la catégorie des produits cancérigènes ("groupe 1"), les viandes rouges étant, pour la part, classées en "groupe 2A".
Un double risque (cardiovasculaire-cancer) est encore plus net chez les consommateurs de « viande transformée »  par rapport à ceux qui consomment plutôt de la viande rouge mais non transformée,
En Europe, les contenus des aliments doivent être théoriquement traçables de la fourche à la fourchette, ce qui est parfois difficile pour les viandes transformées. Il est maintenant possible d'identifier les espèces d'animaux présent dans la viande via une analyse génétique  et/ou d'ARN mitochondrial ou de détecter la présence de protéines de soja dans de la viande transformée.

Des techniques de biologie moléculaire peuvent aussi être utilisées pour permettre de prouver la présence de porc dans une viande recomposée et/ou transformée et supposée ne pas en contenir.
Le risque de présence de prion pathogène est également potentiellement plus élevé et plus difficile à détecter dans la viande transformée composite (comprenant des abats et d'autres sous-produits dont éventuellement issus ou accidentellement issus du système nerveux d'un animal victime d'une maladie à prion. Le caractère pathogène de tels prions peut être inhibé par un traitement de la viande sous ultra-haute pression.

## Enjeux diététiques
Une étude ayant porté sur la qualité diététique d'irlandais et irlandaises adultes (hors période de grossesse ou d'allaitement pour les femmes) a conclu à une corrélation entre une consommation plus importante de viandes transformées et une alimentation éloignée des recommandations diététiques. Les auteurs concluent que ce fait peut induire des biais dans certaines études épidémiologiques et qu'il devrait être mieux pris en compte.

## Types de viandes transformées
Sur la base des techniques de transformation et en tenant compte de la manière dont les matières premières sont utilisées ainsi que des étapes du traitement, la FAO a proposé de les catégoriser en six groupes :

### Produits à base de viande fraiche transformée
Ce sont des mélanges de viandes fraiches (muscle cru essentiellement) broyées avec des quantités variables de graisses animales crues. Le mélange est généralement salé et épicé mais sans opération de séchage ou durcissement.
Des ingrédients non-carnés y sont ajoutés, mais uniquement en petites quantités comme adjuvants de saveur et/ou de liaison. Pour diminuer les coûts du produit, d'autres ingrédients sont parfois ajoutés pour augmenter le volume du produit final (des sels qui augmentent artificiellement la teneur en eau de la viande notamment)
Hors de la chaine du froid, un traitement thermique (friture, cuisson) doit être  ensuite rapidement « appliqué avant la consommation pour rendre les produits acceptable ».
Des boyaux sont parfois utilisés comme contenant, on parle alors de saucisses. La présentation à la vente peut se faire sous forme de viande hachée, en galettes, kebab, etc. ou sous des formes rendant la consommation plus commode (ex : nuggets de poulet via une technologie de traitement supplémentaire, avec passage par une friture pour les nuggets ; au stade de la fabrication durant la dernière étape de production).

### Salaisons
Ces viandes sont généralement vendus en tranches et consommés crues et/ou cuites.
Ce sont des pièces de viande entières composées de viande maigre. Dans d'autres cas, ce sont des produits reconstitués. La pièce est plus ou moins durcie et traitée avec de petites quantités de nitrites (par voie sèche ou en solution).
Cette catégorie est subdivisée en charcuteries cuites et non cuites (avec dans ce dernier cas une période de traitement [durcissement, fermentation, maturation] effectuée dans des conditions contrôlées et en atmosphère climatisée de manière à rendre les produits "acceptables".

### Produits à base de viande cuite
Ils combinent du muscle, du gras qui sont mélangés et/ou malaxés à l'état cru.
Le mélange visqueux ou la pâte obtenue est ensuite divisé en portions (sous forme de saucisses par exemple) puis soumis à une cuisson qui coagule les protéines, ce qui durcit le produit tout en lui conservant une certaine élasticité et en lui conférant une sapidité particulière et un peu plus de stabilité face à la contamination bactérienne ou fongique.

### Produits précuits-cuits
Ces produits contiennent des mélanges de garnitures de qualité inférieure : un peu de muscle (ou non) mais aussi, des tissus gras, de la viande de la tête, des pieds d'animaux, de la peau animale, du foie et d'autres abats et sous-produits comestibles.
Il existe deux procédures de traitement thermique intervenant dans la fabrication de produits précuits-cuits. Le premier est une précuisson des matériaux de base (crus). Le second traitement thermique est une cuisson du mélange de en fin du processus de traitement. Dans la famille des Précuits, les charcuteries se distinguent des autres catégories de produits de viande transformés par précuisson des matières premières avant le broyage ou hachage, mais en ce qu'elles contiennent une plus grande variété de viandes, de sous-produits animaux et ingrédients non-carnés.

### Produits à base de viandes séchées
Ils résultent principalement d'une action de déshydratation simple ou accélérée d'une viande maigre et dégraissée.
La viande est séchée en conditions naturelles ou dans un environnement artificiellement contrôlé.
Une fois parfaitement sèche, la viande ne se gâte pas facilement. À l'origine, ce traitement - qui conserve la plupart des propriétés nutritionnelles de la viande (taux de protéines notamment) - était destiné à prolonger la durée de conservation de la viande et permettait aussi à l'alléger pour la transporter plus facilement.